# Westleton
Westleton is een civil parish in het Engelse graafschap Suffolk.

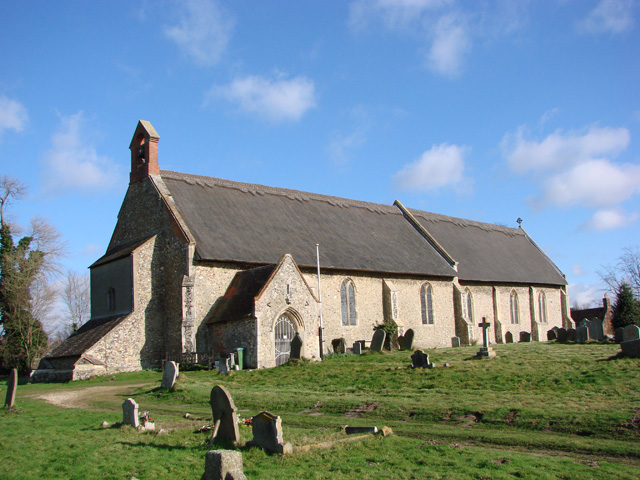
Kerk van St. Peter